# Ploidia
Ploidia (gr. -πλοος -ploos ‘wielokrotny’, ‘złożony’; ει̉δής eides, ‘podobny do’), ploidalność – ilość materiału genetycznego (DNA) znajdującego się w jądrze komórkowym, określana w odniesieniu do liczby chromosomów.
Metody oznaczania ploidii opierają się na pomiarach morfometrycznych (cytometrii przepływowej bądź obrazowej, czyli statycznej), które z pomocą wykresów (tzw. rozkładów ploidii) i odpowiednich miar statystycznych, określają ilokrotnie ilość substancji genetycznej w populacji próbki komórek przekracza ilość odpowiadającą jednemu garniturowi chromosomów (a więc nie jest to pomiar w skali ciągłej, ale w skali dyskretnej lub skokowej: stąd słowo wywodzi się od pojęcia „krotności”). Oznaczenie ploidii jest jednym z obiektywnych sposobów wyznaczania złośliwości nowotworów, choć matematyczno-statystyczne opisanie i scharakteryzowanie zbiorów danych opisujących ploidię nie jest jeszcze ujednolicone. Próbkę komórek do celów oszacowania ploidii pobiera się zwykle drogą nakłucia guza (biopsji aspiracyjnej cienkoigłowej).
Rozróżnia się następujące typy rozkładów ploidii w komórkach (ich zbiorach):
- rozkłady euploidalne:
  - rozkład haploidalny – ilość DNA odpowiadająca zawartości w jednym garniturze chromosomów (prawidłowo spotykana w jądrach komórek rozrodczych, po podziale mejotycznym)
  - rozkład diploidalny – ilość DNA odpowiadająca zawartości DNA w dwóch garniturach chromosomalnych (prawidłowo w komórkach somatycznych w fazach G0, G1 mitotycznego cyklu komórkowego; u człowieka ok. 7.4 pg DNA)
  - rozkłady poliploidalne (spotykane w komórkach nowotworowych lub komórkach narządów, których tkanki nie ulegają cytokinezie, np. w jądrach kardiomiocytów – komórkach mięśnia sercowego, makrofagalnych komórkach olbrzymich i innych):

rozkład tetraploidalny – odpowiadający czterem garniturom chromosomalnym
rozkład oktaploidalny – odpowiadający ośmiu garniturom chromosomalnym
- rozkłady aneuploidalne – ilość DNA nie jest krotnością podstawowego garnituru chromosomalnego (spotykane w komórkach nowotworów złośliwych)

Przykłady rozkładów ploidii w badaniu cytologicznym różnych nowotworów, po wybarwieniu DNA metodą Feulgena

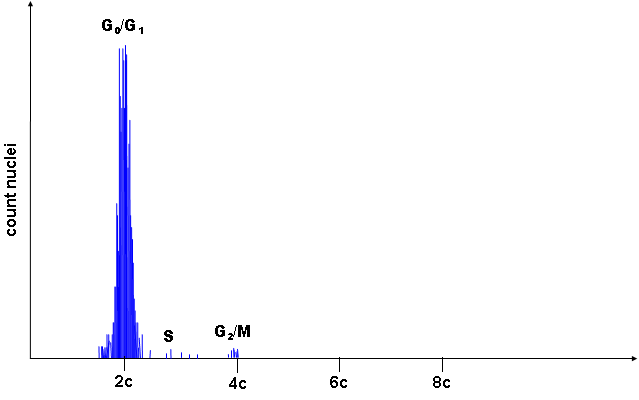
Rozkład diploidalny w komórkach z biopsji cienkoigłowej tłuszczaka
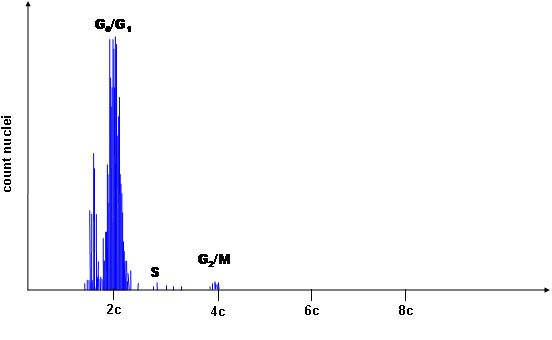
Rozkład hypodiploidalny w komórkach z biopsji cienkoigłowej zmiany łagodnej sutka
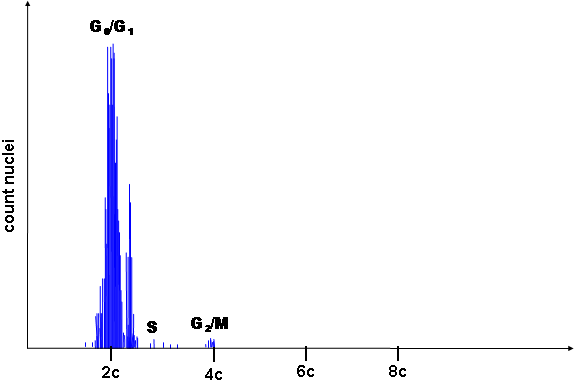
Rozkład hyperdiploidalny w komórkach z biopsji cienkoigłowej zmiany łagodnej sutka
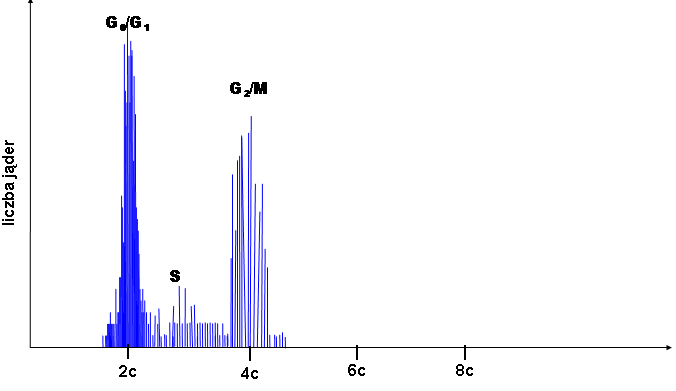
Rozkład hypereuploidalny w komórkach z biopsji cienkoigłowej odczynowo powiększonego węzła chłonnego
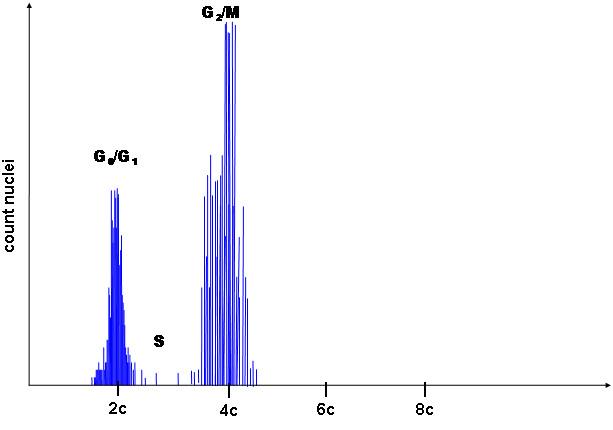
Rozkład tetraploidalny w komórkach z biopsji cienkoigłowej raka płuca
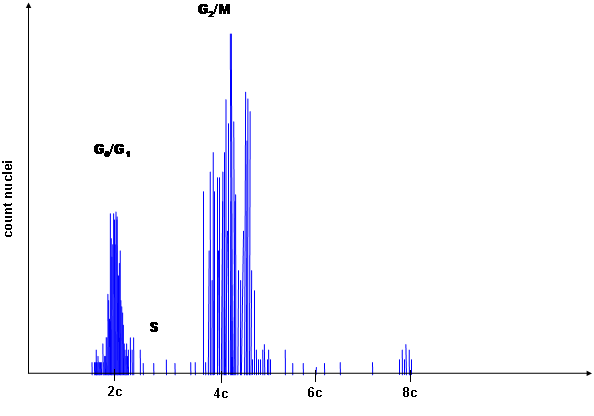
Rozkład hypertetraploidalny w komórkach z biopsji cienkoigłowej raka płuc
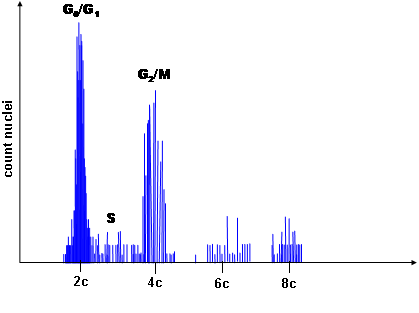
Rozkład oktaploidalny w komórkach z biopsji cienkoigłowej tłuszczakomięsaka
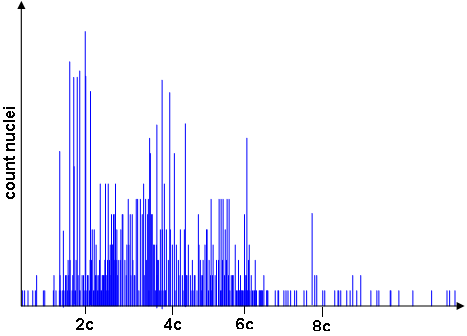
Rozkład aneuploidalny w komórkach z biopsji cienkoigłowej z przerzutu raka pęcherza moczowego

Haploidalna ilość DNA jest oznaczana symbolem n lub c, diploidalna symbolem 2n lub 2c, tetraploidalna symbolem 4n lub 4c itd. Nad słupkami umieszczono oznaczenie fazy cyklu komórkowego, której może odpowiadać część jąder zaliczonych do odpowiedniej kategorii ploidii.

W prawidłowych warunkach, rozkłady ploidii zbiorów mierzonych komórek są „zanieczyszczane” niewielką „domieszką” wyników pochodzących z komórek znajdujących się w fazie fizjologicznego podziału:, tj. w fazie S, G2 lub M cyklu komórkowego, kiedy ilość DNA w jądrze komórkowym znajduje się akurat okresie syntezy. Nawet w narządach ulegających regeneracji, domieszka ta jest łatwa do odróżnienia na wykresach ploidii.
Określenia „haploidia” (pojedynczy zestaw chromosmów) i „diploidia” (podwójny garnitur chromosomalny) w odniesieniu do komórek roślinnych wprowadził w 1888 r. niem.-pol. botanik Eduard Adolf Strasburger (1844–1912), natomiast pojęcie aneuploidii jako pojęcie onkopatologiczne wprowadzono w latach siedemdziesiątych XX w.